# Бернхард III (Саксония-Майнинген)
Бернхард III Фридрих Вилхелм Алберт Георг фон Саксония-Майнинген (на немски: Bernhard III Friedrich Wilhelm Albrecht Georg Herzog von Sachsen-Meiningen; * 1 април 1851, Майнинген; † 16 януари 1928, Майнинген) от ернестинската линия на Ветините, е последният херцог на Саксония-Майнинген (1914 – 1918). Той е филолог и генерал-фелдмаршал на пруската армия.

## Живот
Той е най-големият син на херцог Георг II фон Саксония-Майнинген (1826 – 1914) и първата му съпруга принцеса Шарлота Пруска (1831 – 1855), дъщеря на принц Албрехт Пруски (1809–1872) и принцеса Мариана Нидерландска (1810 –. 1883). Баща му Георг II се жени втори път през 1889 г. за принцеса Феодора фон Хоенлое-Лангенбург (1839 – 1872). Така той е полубрат на Ернст (1859 – 1941) и Фридрих (1861 – 1914).
През 1867 г. Бернхард е лейтенант в пехотата на Саксония-Майнинген. През 1869 г. започва да следва класическа филология в Хайделберг. Той участва с баща си във Френско-пруската война (1870 – 1871). След това продължава следването си в Лайпциг. През 1873 г. учи в пруската войска в Берлин. Той се интересува от новогръцки език, автор е и преводач на произведения, между тях на Шилер. Между 1873 и 1894 пътува в Гърция и Мала Азия.
Бернхард III се жени на 18 февруари 1878 г. в Берлин за принцеса Шарлота Пруска (* 24 юли 1860, Потсдам; † 1 октомври 1919, Баден-Баден), дъщеря на германския кайзер и пруски крал Фридрих III (1770 – 1840) и Виктория, принцеса на Великобритания и Ирландия (1840 – 1901). Сестра е на по-късния германски кайзер Вилхелм II. Бернхард е изместен в генералния щаб и с Шарлота се настаняват в жилище в дворец Шарлотенбург.
През 1889 г. той става генерал-майор, 1891 г. генерал-лейтенант. През декември 1893 г. наследственият принц Бернхард и наследствената принцеса Шарлота живеят в резиденцията си в „Големия дворец“ в Майнинген.
Бернхард става генерал на пехотата и от 1896 до 1903 г. е командващ генерал. През 1909 г. има ранг генерал-фелдмаршал, прекратява военната си кариера през 1912 г. и се мести в Майнинген. През 1912 г. става почетен доктор по археология на Вроцлавския университет.
На 25 юни 1914 г., след смъртта на баща му, той става на 63 години херцог на Саксония-Майнинген. След началото на Първата световна война Бернхард III оставя управлението на съпругата си Шарлота и отива на фронта, за да наблюдава войската на Майнинген и военните съоръжения. Той абдикира на 10 ноември 1918 г. по време на Ноемврийската революция, един ден след кайзер Вилхелм II. Брат му Ернст се отказва от управлението на 12 ноември.
Бернхард живее след смъртта на съпругата му († 1919) в дворец Алтенщайн в Бад Либенщайн и в Майнинген. Той умира на 16 януари 1928 г. в Майнинген на 76 години и е погребан на 21 януари 1928 г. до съпругата му в парка на дворец Алтенщайн в Бад Либенщайн.
- Бернхард III с годеницата му Шарлота, ок. 1877
- Херцог Бернхард III, 1899
- Дворецът Алтенщайн
- Гробът в дворец Алтенщайн

## Деца
Бернхард III и Шарлота Пруска Шарлота имат една дъщеря:
- Феодора Виктория Августа Мария Мариана (* 12 май 1879, Потсдам; † 26 август 1945, дворец Нойхоф), омъжена на 24 септември 1898 г. в Бреслау/Вроцлав за принц Хайнрих XXX Ройс-Кьостриц (* 25 ноември 1864, дворец Нойхоф; † 23 март 1939, дворец Нойхоф)